# Тропікалія
Тропікалія (порт. Tropicália або Tropicalismo) — бразильський рух у мистецтві, що виник наприкінці 1960-тих років та включає театр, поезію і музику серед інших форм мистецтва. Тропікалія виникла під впливом конкретної поезії, жанру бразильської авангардної поезії, що проявився перш за все в роботах Аугусту ді Кампуса, Арольду ді Кампуса і Десіу Піньятарі.
Тропікалія майже виключно асоціюється з музикою, як у Бразилії, так і за її межами, це перш за все форма бразильської музики, що виникла із суміші боса нова, рок-н-ролу, народної музики Баїї, африканської музики, португальського фаду, психоделічного року, фанку і джазу.

## Ресурси Інтернету
- Партизаны тропических лун
- Tropicália
- Bossa Nova Jazz links
- Brazilian Nuggets
- Loronix
- Música Da Mpb Ao Rock
- Brazil, The Tropicalist Revolution